# شهرستان ورخنکتسکی
شهرستان ورخنکتسکی (به لاتین: Verkhneketsky District) یک شهرستان در روسیه است که در استان تومسک واقع شده‌است.